# St. Andreas (Würgau)

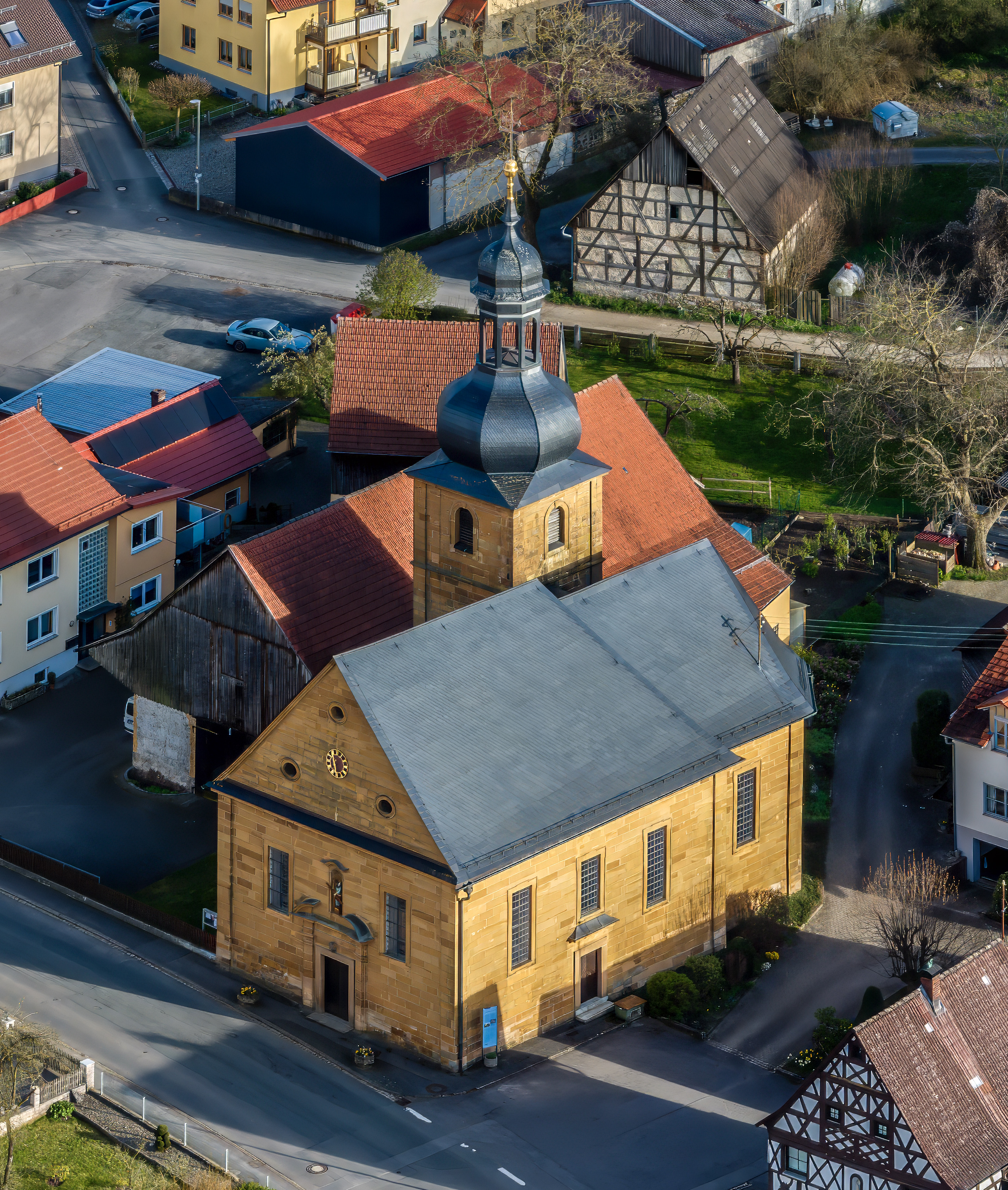
St. Andreas (Würgau)

Die römisch-katholische Filialkirche St. Andreas steht in Würgau, einem Gemeindeteil der Stadt Scheßlitz im oberfränkischen Landkreis Bamberg (Bayern). Das denkmalgeschützte Gotteshaus von 1733 geht auf eine Kapelle zurück, die 1505 eingeweiht wurde. Die Filialkirche gehört zur Pfarrei Scheßlitz des Seelsorgebereichs Gügel im Dekanat Bamberg des Erzbistums Bamberg.

## Beschreibung
Die Saalkirche aus Quadermauerwerk wurde 1733 nach einem Entwurf von Staffelsteiner Baumeistern erbaut, den Balthasar Neumann begutachtet hatte. Sie besteht aus einem Langhaus, das mit einem Satteldach bedeckt ist, einem eingezogenen, dreiseitig geschlossenen Chor im Süden und einem Chorflankenturm an dessen Ostwand, auf dem eine Welsche Haube sitzt. Die Fassade im Norden, in deren Giebel ein Zifferblatt untergebracht ist, beherbergt in einer Nische im gesprengten Giebel über dem Portal eine Statue des heiligen Andreas. 
Der Innenraum des Langhauses ist mit einer stuckierten Flachdecke überspannt. Die Kirchenausstattung stammt aus der Bauzeit. Die seitlichen Statuen des Hochaltars sind jüngeren Datums.